# 大橋沙代子
大橋 沙代子（おおはし さよこ、1985年5月20日 - ）は千葉県出身の元タレント、元グラビアアイドル。

## 来歴
- 2006年12月 裏ヤンマガ月間ランキング第1位。
- 2011年11月 恵比寿マスカッツ内でブラックマスカッツメンバーに選出、サブリーダーに就任。
- 2012年7月　恵比寿マスカッツ（ブラックマスカッツ）を脱退、所属事務所のファンタスターを退社したことをブログ上で明らかにした[2]。その後芸能界から引退した。

## 作品

### 写真集
- Labyrinth(ラビリンス)（2008年7月12日、晋遊舎、撮影：西條彰仁）ISBN 978-4-88380-791-8
- glassy（2011年8月、音楽専科社、撮影：会田定広）ISBN 978-4872792447

### DVD
- 「MAKE OVER」 （2007年4月27日、フォーサイド・ドット・コム）[3]
- 「Moisture」 （2007年8月24日、イーネット・フロンティア）
- 「Labyrinth（ラビリンス）」 （2008年7月5日、晋遊舎）
- 「愛憶」（2009年4月25日、エアーコントロール）
- 「激写X」（2009年7月17日、日本メディアサプライ）
- 「An optimistic memory」（2009年12月21日、BNS）
- 「Refine 優雅」（2010年6月19日、トリコ）
- 「Leggy」（2010年9月24日、グラッソ）
- 「M 〜もう一人の私〜」（2010年12月24日、グラッソ）
- 「危険なエロチシズム dangerous」（2011年3月25日、グラッソ）
- 「美Silent」（2011年6月17日、メディアブランド）
- 「glassy」（2011年9月16日、メディアブランド）

## 出演

### テレビ
- ドキドキ!?にゅ〜すキャスター　#1（2007年10月、MONDO21）
- 全力坂（2007年11月、テレビ朝日）
- ランク王国（2008年、TBSテレビ）
- 笑殿（2008年、日本テレビ）
- ゴッドタン 〜The God Tongue 神の舌〜（2010年8月、テレビ東京）
- あらびき団（2010年9月、テレビ朝日）エド・はるみのモノマネ
- おねだりマスカットSP! ブラックマスカッツ（テレビ東京）

### テレビドラマ
- 黒い太陽 （2006年、テレビ朝日） - 沙代子役
- ドラマ24撮らないで下さい!!グラビアアイドル裏物語（2012年、テレビ東京） - オオハシサヨコ役

### ラジオ
- まだまだゴチャ・まぜっ!〜集まれヤンヤン〜（MBSラジオ、2011年4月16日 - 2012年4月14日）

### 映画
- ゼブラーマン -ゼブラシティの逆襲- （2010年、東映） - ゼブラミニスカポリス / 結城理沙子役
- ひみつのアッコちゃん （2012年、松竹）

### オリジナルビデオ
- ドリフト SPECIAL ～Beauty Battle～ （2007年8月、ジェネオン） - スピードレディ / 鈴木ちさ役
- アドベンチャー・オブ・アマゾネス ファーストシーズン （2008年11月、ZENピクチャーズ）
- アドベンチャーオブアマゾネス セカンドシーズン （2008年12月、ZEN ピクチャーズ）
- ハイパーセクシーヒロイン スマート109 （2008年12月、ZEN ピクチャーズ） - 公安調査庁極秘期間PIT諜報員 / 美七役
- ヒロインクロニクルズ スマート109CODE:2 （2009年4月、ZEN ピクチャーズ） - 公安調査庁極秘期間PIT諜報員 / 美七役
- ゼブラミニスカポリスの逆襲 （2010年4月、東映ビデオ） - ゼブラミニスカポリス / 結城理沙子役
- ヤンキー女子高生4〜千葉最強伝説〜（2010年11月、GPミュージアム）
- ヤンキー女子高生7〜栃木最強伝説〜（2011年12月、オールインエンタテインメント） - カオル 役

### 舞台
- 漂流劇（2011年3月9日-13日,エアースタジオ）